# Высшие педагогические курсы Д. И. Тихомирова
Московские высшие педагогические курсы Д. И. Тихомирова — педагогическое высшее учебное заведение в Москве, основанное в 1871 году.

## История
В 1870 году было основано Московское общество воспитательниц и учительниц созданное для помощи работникам в овладении методами воспитания и обучения, а также для обеспечения учительниц работой. В 1871 году при этом обществе по инициативе известных учёных Д. И. Тихомирова, Ф. И. Егорова и В. Я. Стоюнина были созданы курсы (двух- и трёхлетние) для подготовки учительниц для начальных школ, (с 1906 года — для подготовки учительниц-предметников), а так же для получения педагогического образования лицам обоего пола, которые желали бы посвятить себя учительской деятельности в начальных училищах.
Учёными-инициаторами создания курсов был направлен проект «Положения о Московских женских педагогических курсов при Обществе воспитательниц и учительниц», с изложением основной цели и программы курсов, попечителю Московского учебного округа князю А. П. Ширинскому-Шихматову. В 1872 году министр народного просвещения граф Д. А. Толстой одобрил открытие в Москве женских педагогических курсов как общественного высшего учебного заведения.
Д. И. Тихомировым на постройку здания для Московских курсов было пожертвовано около двухсот тысяч рублей. В структуре курсов были созданы пять отделений:
- 1-е отделение (с трёхгодичным курсом обучения; для подготовки учительниц начальных училищ всех типов).
- 2-е отделение (с двухгодичным курсом обучения; для подготовки предметных учительниц в младших классах средней школы). В состав отделения были включены следующие циклы: словесный, исторический, физико-математический, биологический и географический
- 3-е отделение (с двухгодичным курсом обучения; для подготовки руководительниц детских садов)
- 4-е отделение (с одногодичным курсом обучения; специально-педагогическое, имевшее целью повышение педагогической квалификации учителей)
- 5-е отделение (с одногодичным курсом обучения; для подготовки руководительниц гимнастикой и играми)[1][2][3]. С 1890 года при курсах были открыты вспомогательные учреждения: Институт детской психологии и неврологии под руководством Г. И. Россолимо, 4-х летняя школа и детский сад и вспомогательный класс для умственно отсталых детей[1][2][3].

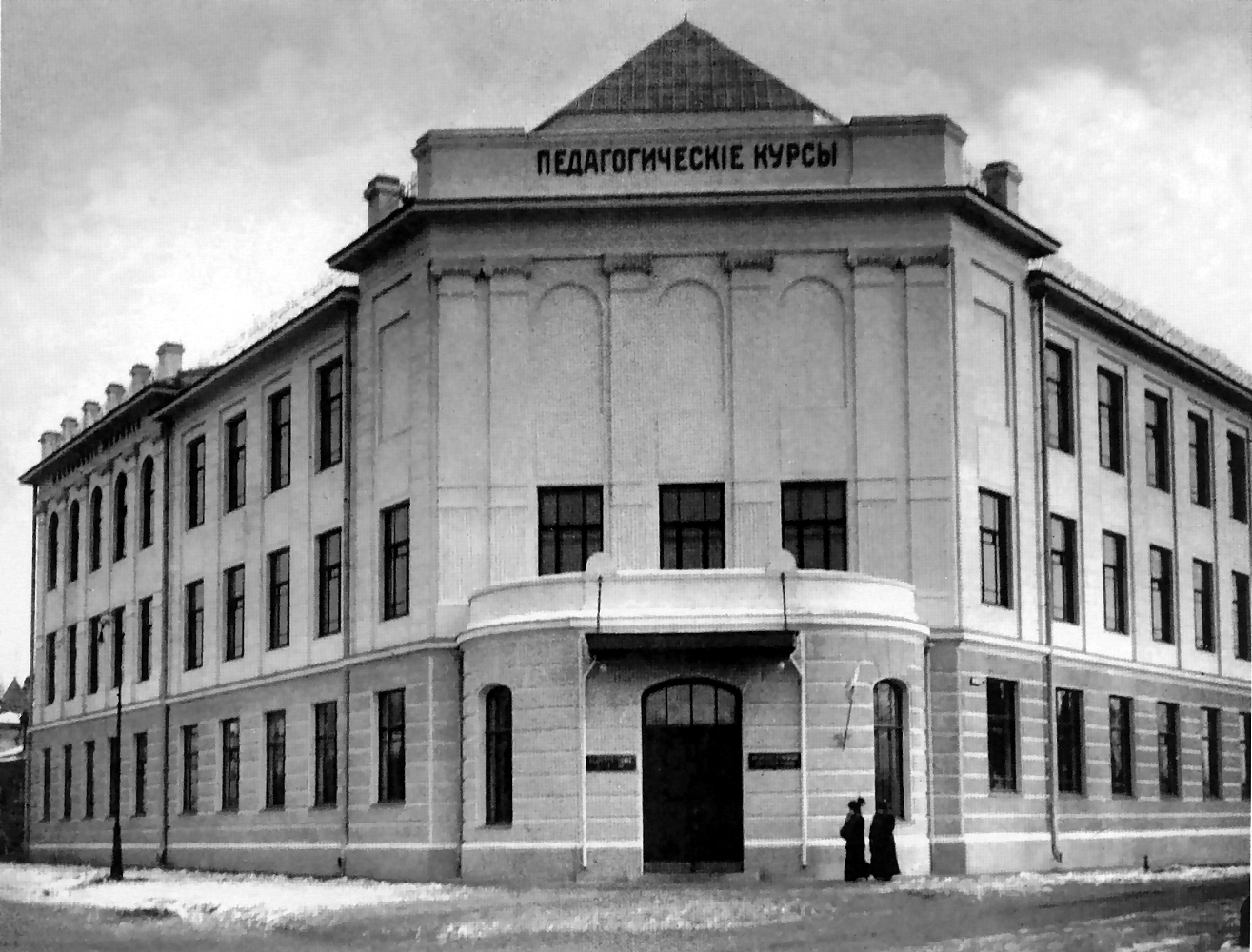
Собственное здание Педагогических курсов на Малой Пироговской улице, 1913 год

На педагогические курсы принимались девушки и юноши не моложе шестнадцати лет, окончившие уездное, городское или духовное училище, а так же другие учебные заведения. К 1912 году число учащихся составляло девятьсот девяносто шесть человек, обоего пола. Занятия велись по двум направлениям: практическому и теоретическому. По Положению курсов основная цель преподавания на курсах это давать общую и специально-педагогическую подготовку лицам, готовящимся к педагогической деятельности в низших и средних учебных заведениях и занимающихся ею. На курсах преподавались следующие предметы: педагогические (двадцать три предмета), словесные (девять предметов), математические и естественно-исторические (пятьдесят два предмета).
На курсах преподавали известные педагоги того времени: Ю. И. Айхенвальд (русская литература), В. К. Аркадьев (физика), С. Н. Блажко (астрономия), В. Н. Бочкарёв (русская история), Н. Л. Бродский (русская литература), С. С. Брюшгенс (алгебра), А. А. Волков (геометрия), С. Г. Григорьев (география), Ф. И. Егоров (арифметика), А. А. Ивановский (земледелие и методика географии), А. П. Иванов (минералогия), Н. А. Иванцов (зоология), В. Е. Игнатьев (физиология и гигиена), Н. А. Кабанов (анатомия человека), Т. П. Кравец (физика, химия), С. Г. Крапивин (химия), Н. А. Кун (всеобщая история), А. А. Рождественский (общее обучение о праве и государстве), В. И. Романов (физика), Г. И. Россолимо (педагогическая патология), М. М. Рубинштейн (педагогическая психология и история педагогических наук), П. Н. Сакулин (русская литература), Н. В. Самсонов (психология), Н. Г. Тарасов (методика растений), Г. Г. Тельберг (история школьного образования), Д. Н. Ушаков (введение в языковедение, научные основы грамматики русского языка), Б. А. Фохт (введение в философию), Н. В. Чехов (геология и организация школьного дела), М. А. Чехова (дошкольное образование), В. Н. Шапошников (анатомия растений).
В 1919 году Московские педагогические курсы имени Д. И. Тихомирова были закрыты.

## Правление курсов
- Чехов, Николай Владимирович (председатель Совета курсов)
- Ушаков, Дмитрий Николаевич (товарищ председателя Совета курсов и председатель словесной секции)
- Кравец, Торичан Павлович (секретарь Совета курсов)
- Тихомиров, Дмитрий Иванович (председатель педагогической секции)
- Егоров, Фёдор Иванович (председатель физико-математической секции)[4]

## Известные преподаватели
- Айхенвальд, Юлий Исаевич
- Аркадьев, Владимир Константинович
- Блажко, Сергей Николаевич
- Бочкарёв, Валентин Николаевич
- Бродский, Николай Леонтьевич
- Бюшгенс, Сергей Сергеевич
- Волков, Александр Александрович
- Григорьев, Сергей Григорьевич
- Егоров, Фёдор Иванович
- Ивановский, Алексей Арсеньевич
- Иванов, Алексей Павлович
- Иванцов, Николай Александрович
- Игнатьев, Варнава Ефимович
- Кабанов, Николай Александрович
- Кравец, Торичан Павлович
- Крапивин, Сергей Гаврилович
- Кун, Николай Альбертович
- Рождественский, Алексей Андреевич
- Романов, Вячеслав Ильич
- Россолимо, Григорий Иванович
- Рубинштейн, Моисей Матвеевич
- Сакулин, Павел Никитич
- Самсонов, Николай Васильевич
- Тарасов, Николай Григорьевич
- Тельберг, Георгий Густавович
- Фохт, Борис Александрович
- Чехова, Мария Александровна
- Шапошников, Владимир Николаевич[4]